# リガ湾
リガ湾（リガわん、ラトビア語:Rīgas līcis、エストニア語:Liivi laht）は、バルト海の東、ラトビアとエストニアの間にある湾。
国際水路機関 (IHO) はリガ湾の範囲を「ラトビア北西岸のLyser Ort (北緯57度34分 東経21度43分 / 北緯57.567度 東経21.717度) とサーレマー島の南端を結ぶ線、さらにサーレマー島の北端とヒーウマー島の南端を結ぶ線、そしてヒーウマー島の北端とエストニア北西岸のSpithami (北緯59度13分 東経23度32分 / 北緯59.217度 東経23.533度) を結ぶ線に囲まれた海域」と定義している。
面積は約18000km2、水深は最大54m。
サーレマー島の南の海峡はイルベ海峡、サーレマー島・ヒーウマー島とエストニア本土に囲まれている支湾はVäinameri海と呼ばれる。
リガ湾沿岸の主な都市はラトビアの首都リガ、エストニアのリゾート地パルヌ。注ぐ河川はダウガヴァ川など。
湾内にはルフヌ島、キフヌ島などがある。